# Sistema trilitico

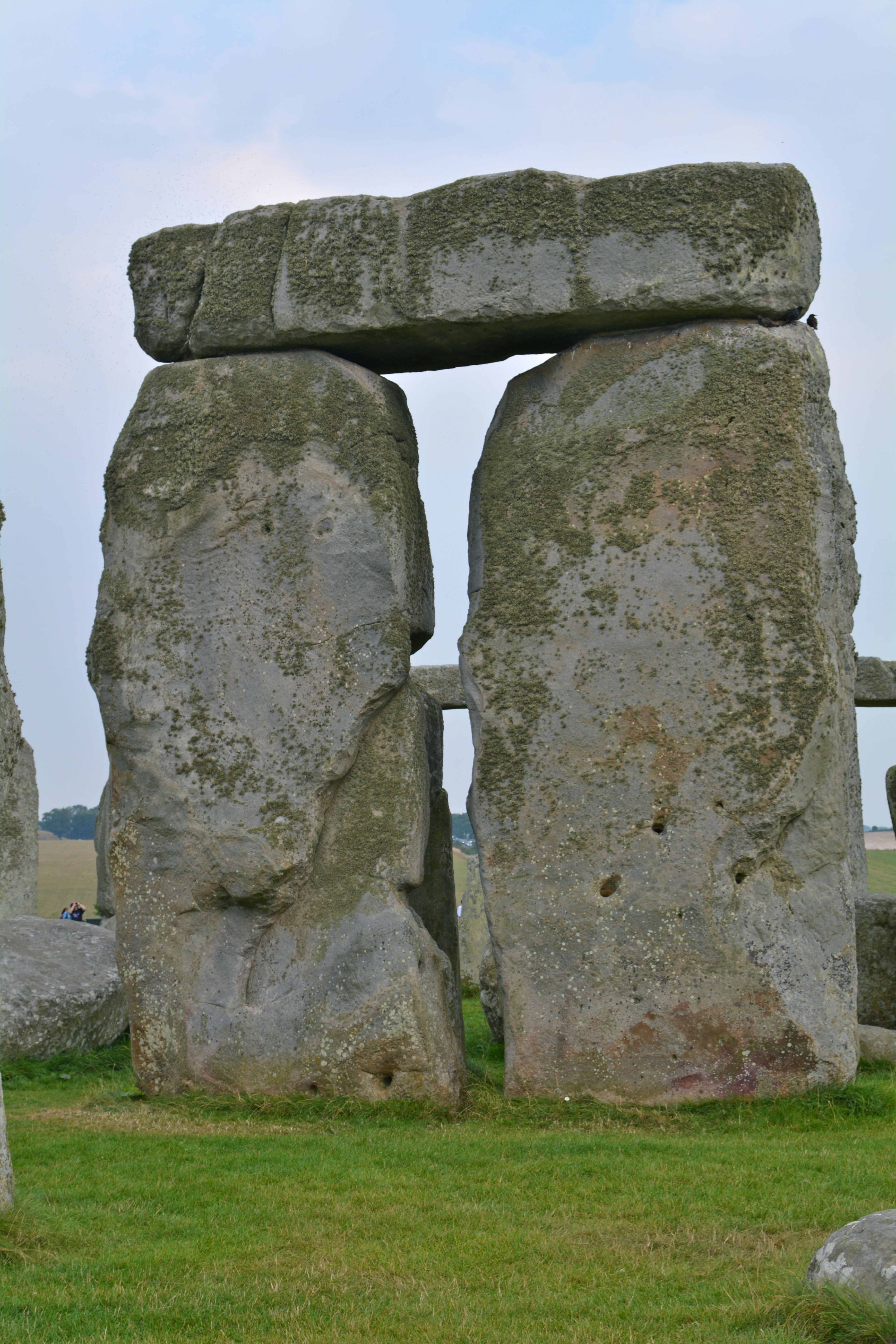
Sistema trilitico a Stonehenge

Un sistema trilitico o trilite (dal greco τρεῖς = tre + λίθοι = pietre) è una struttura formata da due elementi disposti in verticale (piedritti) e un terzo appoggiato orizzontalmente sopra di essi (architrave), a formare una sorta di porta. È una struttura con possibilità di coprire luci non molto ampie.
Il trilite è una struttura architettonica semplice, piuttosto comune nei monumenti megalitici composti da tre elementi megalitici e venne usata soprattutto nel periodo Calcolitico. Il vantaggio è quello di generare forze spingenti solo verso il basso e quindi di non essere soggette a spinte laterali; gli svantaggi sono legati alla limitatezza della distanza tra i megaliti. L'architrave spinge il suo peso sui piedritti ed essi per sostenerlo lo scaricano sul suolo. Se la luce (lo spazio tra i due piedritti) è troppo ampia l'architrave cede, per non sprofondare invece si mette la fondazione.
Fra gli esempi preistorici più celebri dove si trovano sistemi trilitici, si possono citare Stonehenge, i templi di Malta e la porta dei Leoni a Micene.
I Greci antichi usavano il sistema trilitico (lo preferivano all'arco, anche se talvolta utilizzavano anche quest'ultimo), per cui esso è alla base degli ordini architettonici classici, dove i sostegni verticali sono rappresentati dalla colonna (composta di base, fusto e capitello) e quello orizzontale dall'architrave.